# Mokri Do
Mokri Do este un sat din comuna Nikšić, Muntenegru. Conform datelor de la recensământul din 2003, localitatea are 40 de locuitori (la recensământul din 1991 erau 37 de locuitori).

## Demografie
În satul Mokri Do locuiesc 25 de persoane adulte, iar vârsta medie a populației este de 35,6 de ani (33,4 la bărbați și 37,9 la femei). În localitate sunt 8 gospodării, iar numărul mediu de membri în gospodărie este de 5,00.
Această localitate este populată majoritar de sârbi (conform recensământului din 2003).
|  |

| Demografie | Demografie | Demografie |
| An         | Locuitori  | Locuitori  |
| ---------- | ---------- | ---------- |
|            |            |            |
|            |            |            |
|            |            |            |
|            |            |            |
| 1948       | 61         |            |
| 1953       | 67         |            |
| 1961       | 58         |            |
| 1971       | 50         |            |
| 1981       | 39         |            |
| 1991       | 37         | 37         |
| 2003       | 40         | 40         |

| \| Componența etnică conform recensământului din 2003[2] \| Componența etnică conform recensământului din 2003[2] \| Componența etnică conform recensământului din 2003[2] \| Componența etnică conform recensământului din 2003[2] \| Componența etnică conform recensământului din 2003[2] \| \| ----------------------------------------------------- \| ----------------------------------------------------- \| ----------------------------------------------------- \| ----------------------------------------------------- \| ----------------------------------------------------- \| \| \| \| \| \| \| \| Sârbi \| Sârbi \| \| 30 \| 75% \| \| Muntenegreni \| Muntenegreni \| \| 10 \| 25% \| \| necunoscută \| necunoscută \| \| 0 \| 0% \| |              |  |    |     |
| Componența etnică conform recensământului din 2003 |              |  |    |     |
| |              |  |    |     |
| Sârbi | Sârbi        |  | 30 | 75% |
| Muntenegreni | Muntenegreni |  | 10 | 25% |
| necunoscută | necunoscută  |  | 0  | 0%  |